# Paulshöhe (Trebbin)
Paulshöhe ist ein Wohnplatz der Stadt Trebbin im Landkreis Teltow-Fläming in Brandenburg.
Die Paulshöhe liegt südöstlich des Stadtzentrums und dort nordwestlich des Ortsteils Klein Schulzendorf. Er wird durch die Trebbiner Straße erschlossen, die von Norden aus Trebbin kommend in südöstlicher Richtung bis zur Bundesstraße 101 verläuft. Westlich ist der Ortsteil Trebbin.
Die Häusergruppe wurde erstmals im Jahr 1864 in einem Amtsblatt der Regierung Potsdams erwähnt. Dort hatte im Jahr 1862 der Kaufmann P.A.H. Friedheim aus Berlin ein Seidenfabrik-Etablissement errichtet. Die Feldmark gehörte seinerzeit zu Klein Schulzendorf. Im Jahr 1925 lebten dort 25 Personen.